# Monastero di Sant'Anna (Barcellona)
Il monastero di Sant'Anna è un antico monastero, legato all'Ordine del Santo Sepolcro, che si trova a Barcellona nei pressi di Plaça de Catalunya. La chiesa romanica del monastero è stata dichiarata monumento nazionale nel 1881 ed è stata poi dichiarata Bene culturale di Interesse Nazionale dal Governo spagnolo.

## Storia

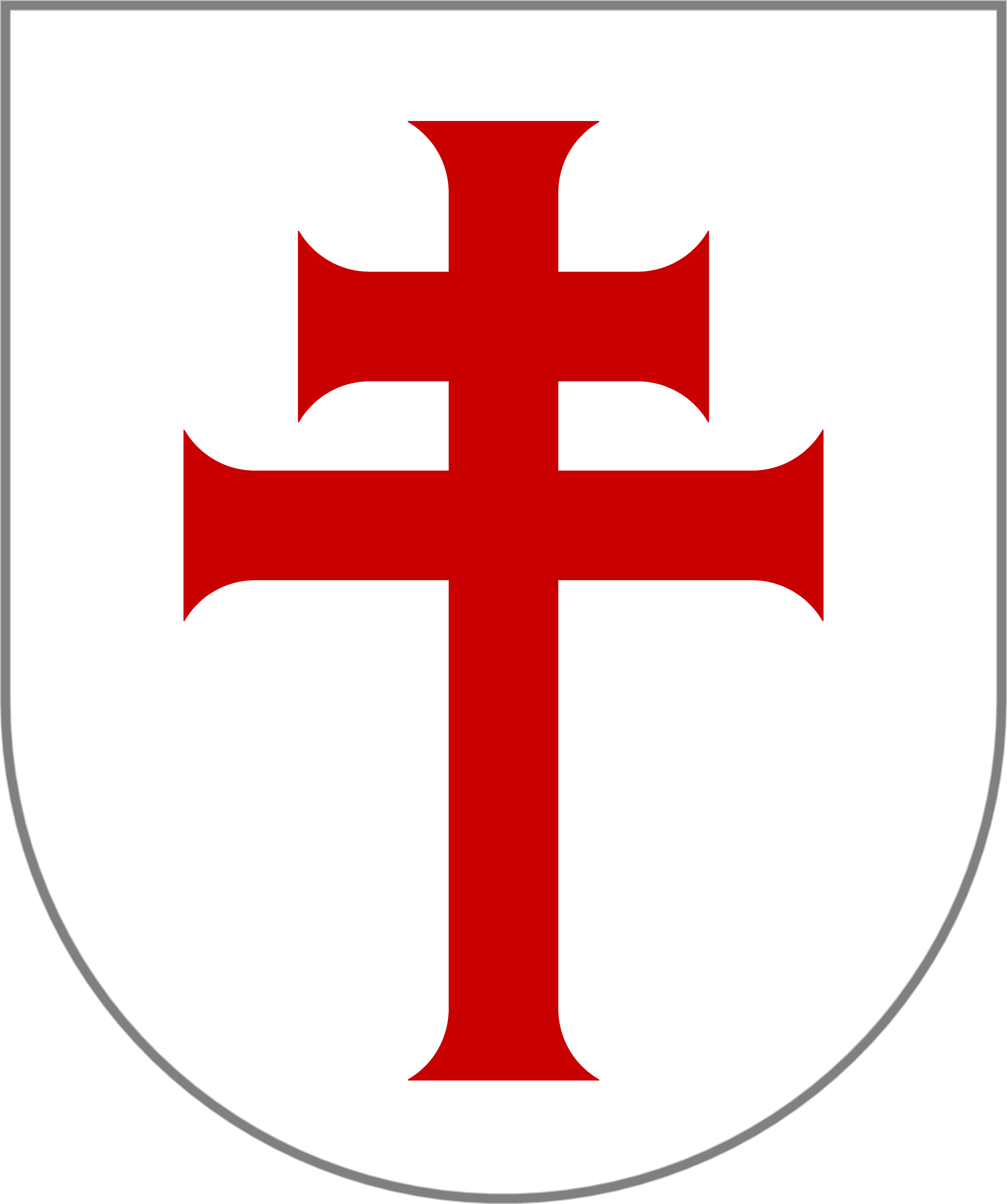
Stemma dell'Ordine dei Canonici Regolari del Santo Sepolcro di Gerusalemme-

L’Ordine dei Canonici regolari del Santo Sepolcro di Gerusalemme nel 1141 inviò dei monaci, diretti da Guerau, con l'obiettivo di stabilirsi a Barcellona e nel resto della penisola iberica. Nel 1145 c’è già evidenza del primo Priore (Bernardo), già canonico della cattedrale di Barcellona, che si occupò del nuovo monastero, mentre Guerau agì come Priore generale per tutta la penisola.
I monaci inizialmente si stabilirono in una chiesa situata nei pressi della Cattedrale e cominciarono a raccogliere donazioni a favore della comunità. Le prime notizie della costruzione di una nuova chiesa nell'ubicazione odierna risalgono al 1177. Nel 1215 una bolla di papa Innocenzo III confermò le proprietà del monastero e, nel dicembre 1194, Alfonso II di Aragona donò ai Canonici le odierne città di Palafurgell e Mont-ras.
Il monastero di Sant'Anna ebbe diverse filiazioni, tra le quali si includono il Priorato del Santo Sepolcro di Olèrdola (prima del 1175), il Santo Sepolcro di Peralada (secolo XVII), la chiesa di San Miguel de la Comanda di El Prats de Rei (1261), il priorato di Marcevol (secolo XIII), Valls (1376) e la chiesa di San Vicente a Garraf (1421).
Nel 1423 la comunità si fuse con quella del monastero di Santa Eulalia del Campo, che anni prima si era spostato nel convento lasciato libero dai frati del sacco. Con questa unione il cenobio passò a denominarsi di Santa Ana e Santa Eulalia. Nel 1489 l’Ordine dei Canonici Regolari del Santo Sepolcro venne soppresso ed incorporato all'Ordine di San Giovanni di Gerusalemme, ma il monastero di Sant'Anna continuò a chiamarsi del Santo Sepolcro.

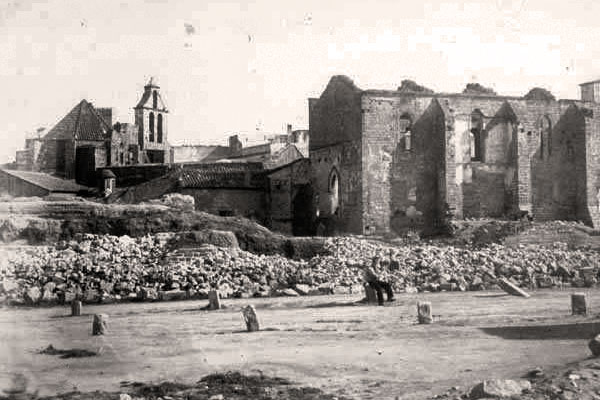
Rovine della chiesa e del monastero di Sant'Anna intorno al 1855.

Il monastero ospitò le Cortes di Barcellona del 1493, convocate dal re Ferdinando II di Aragona. A partire dal 1592 si convertì in collegiata secolare, nonostante l’opposizione del suo priore Jaume Castellar, che venne scomunicato.
Nel 1936, durante la Guerra civile, un incendio distrusse la cupola che venne poi ricostruita in mattoni.

### Priorato

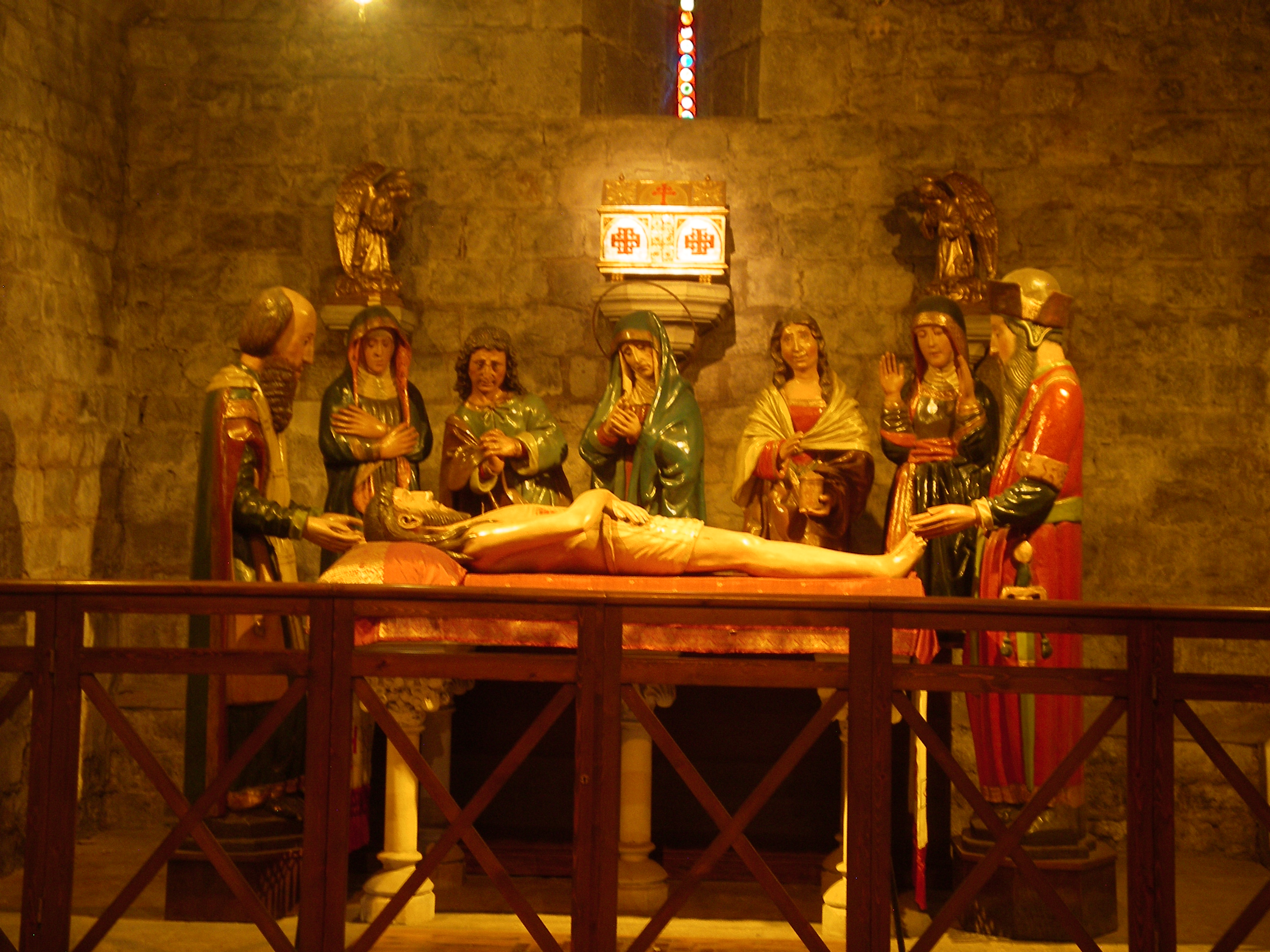
Gruppo di statue del Santo Entierro, nella collegiata di Santa Ana.

Il suo patrimonio, conseguito grazie a numerose donazioni, includeva proprietà a Barcellona e in altre zone della Catalogna, come Palafrugell e Mont-ras. In diversi scudi scolpiti sugli edifici del nucleo antico di Palafrugell, nelle pietre miliari e nella documentazione conservata nell'archivio municipale, si può vedere la Croce patriarcale di Gerusalemme, stemma utilizzato dal Priore di Sant'Anna, che annoverava tra i suoi titoli anche quello di barone delle sette torri, in riferimento alle torri della cinta muraria di Palafrugell. Fino al secolo XIX, questa località si mantenne sotto dominio del priorato di Santa Ana, condivisa con i monasteri di Sant Miquel di Cruïlles, Santo Felíu di Guixols e con altri aristocratici che ivi possedevano proprietà e diritti acquisiti.

## Architettura

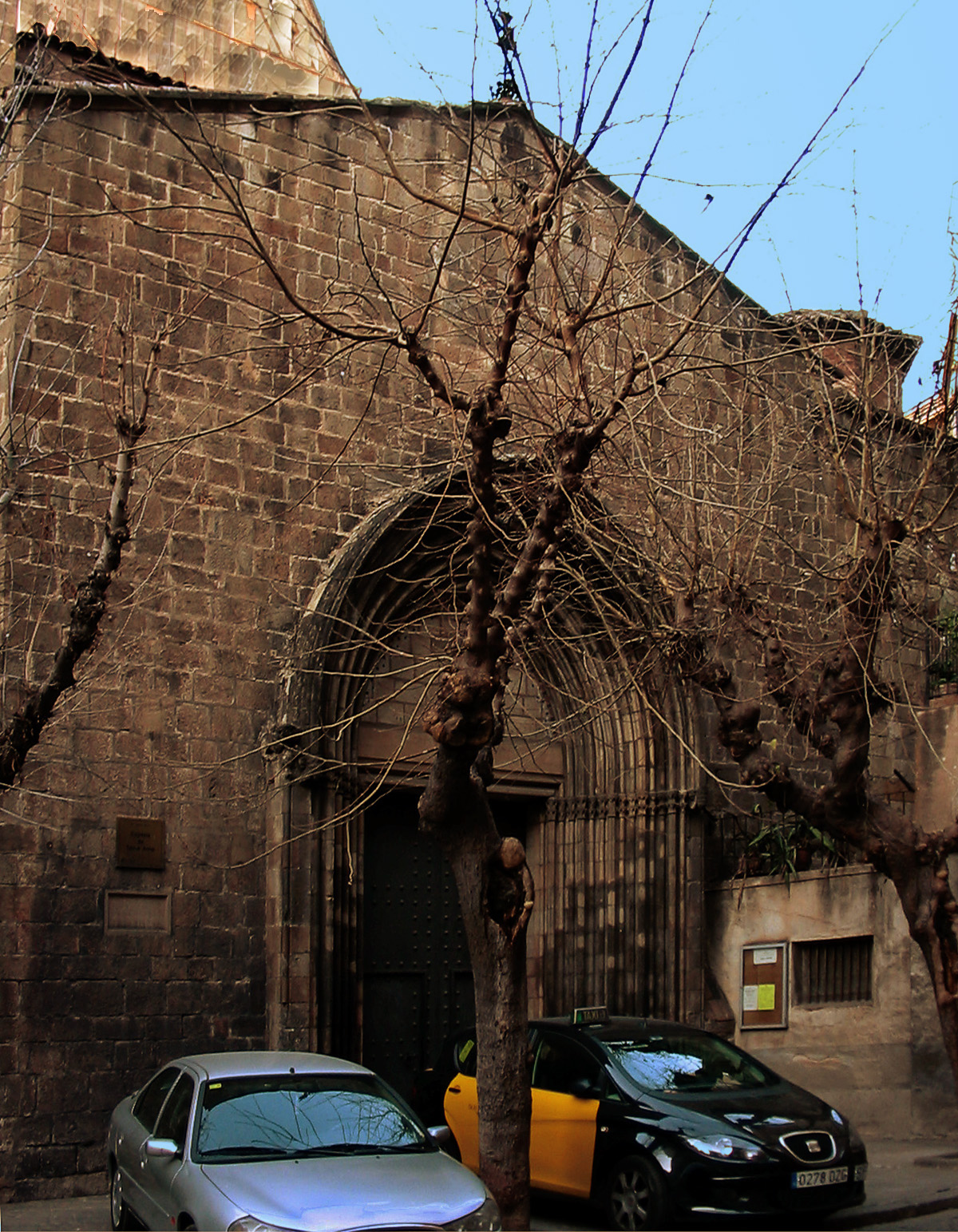
Portale di Santa Ana di Barcellona.

La chiesa ha una struttura romanica ma presenta anche diversi elementi gotici e fu progettata dall'architetto Ramon Amadeu.
Attualmente si conserva la struttura romanica originale del tempio, con abside quadrata e pianta a croce, coperti da una volta a botte a sesto acuto del XIII secolo. Il portale, in stile gotico, è originale del 1300. Nel secolo XIV venne allungata la navata, già ricoperta con una volta gotica a crociera, e nel secolo XV venne eretto il ciborio, che dovette poi essere ricostruito dopo la Guerra Civile. La cappella dei Perdoni, del secolo XIV, è situata alla sinistra dell'abside.
Degna di menzione è la tomba del cavaliere Miquel de Boera, del secolo XVI.
La nuova cappella del Santissimo è decorata con dipinti di Pere Pruna.

## Interno
La cappella dei Perdoni contiene un gruppo di statue che rappresentano il Santo Entierro. Le statue originali, del secolo XV, si sono perse. Secondo la tradizione, davanti ad esse si  lucravano le stesse indulgenze che si potevano ottenere nella basilica del Santo Sepolcro di Gerusalemme.

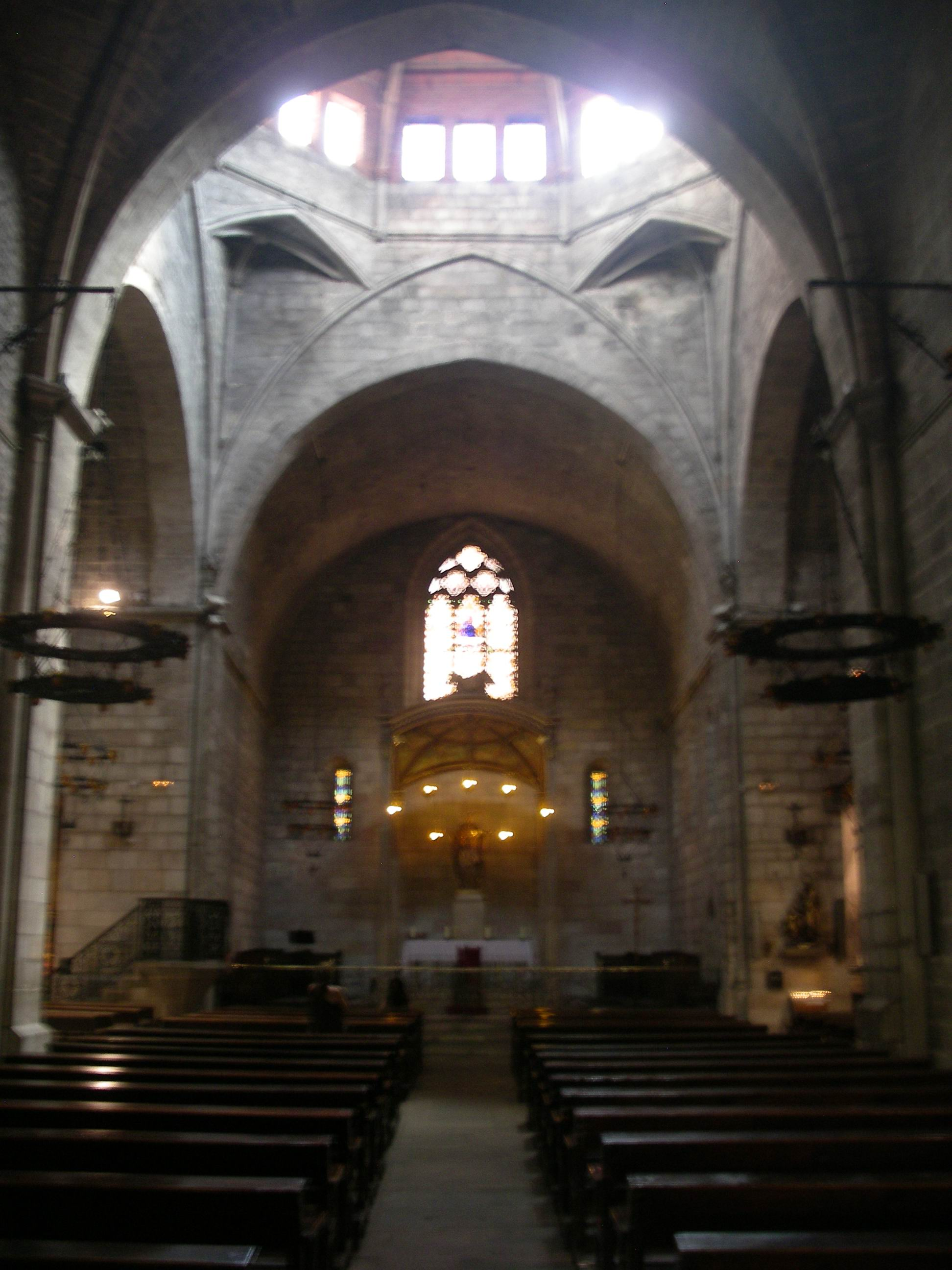
Interno del tempio.
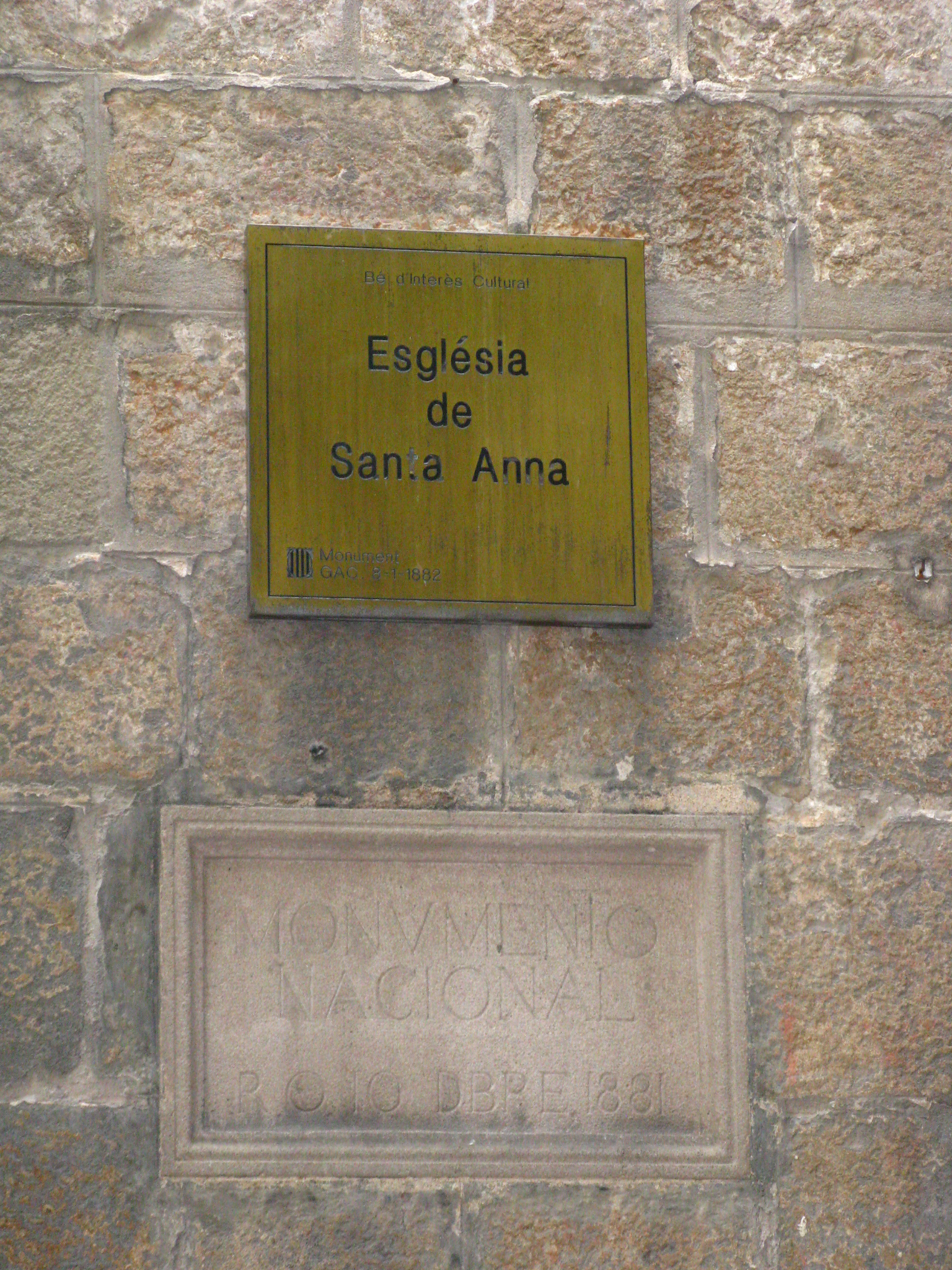
Targa di Bien de Interés Nacional
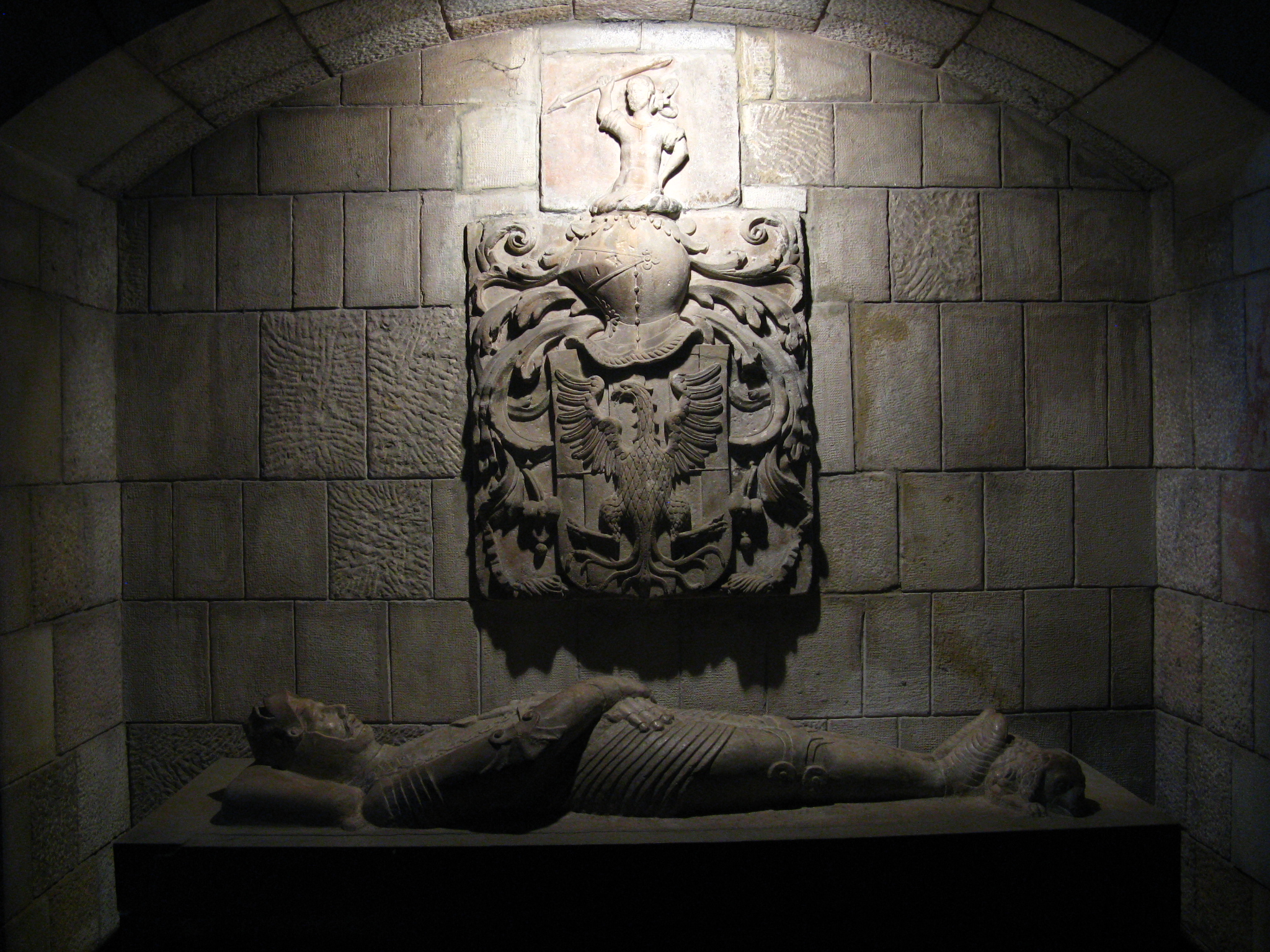
Sepolcro del cavaliere Miquel de Boera.
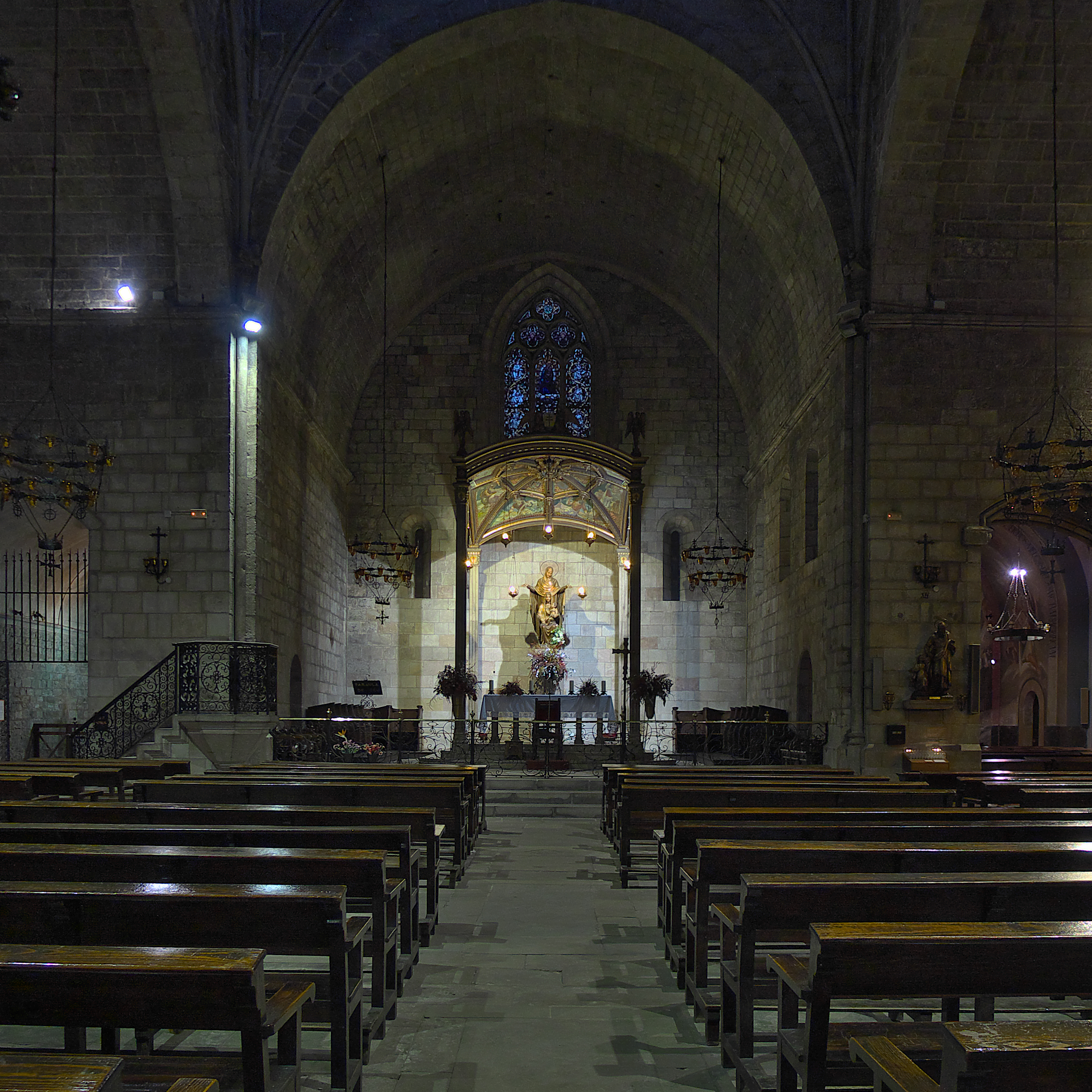
Presbiterio
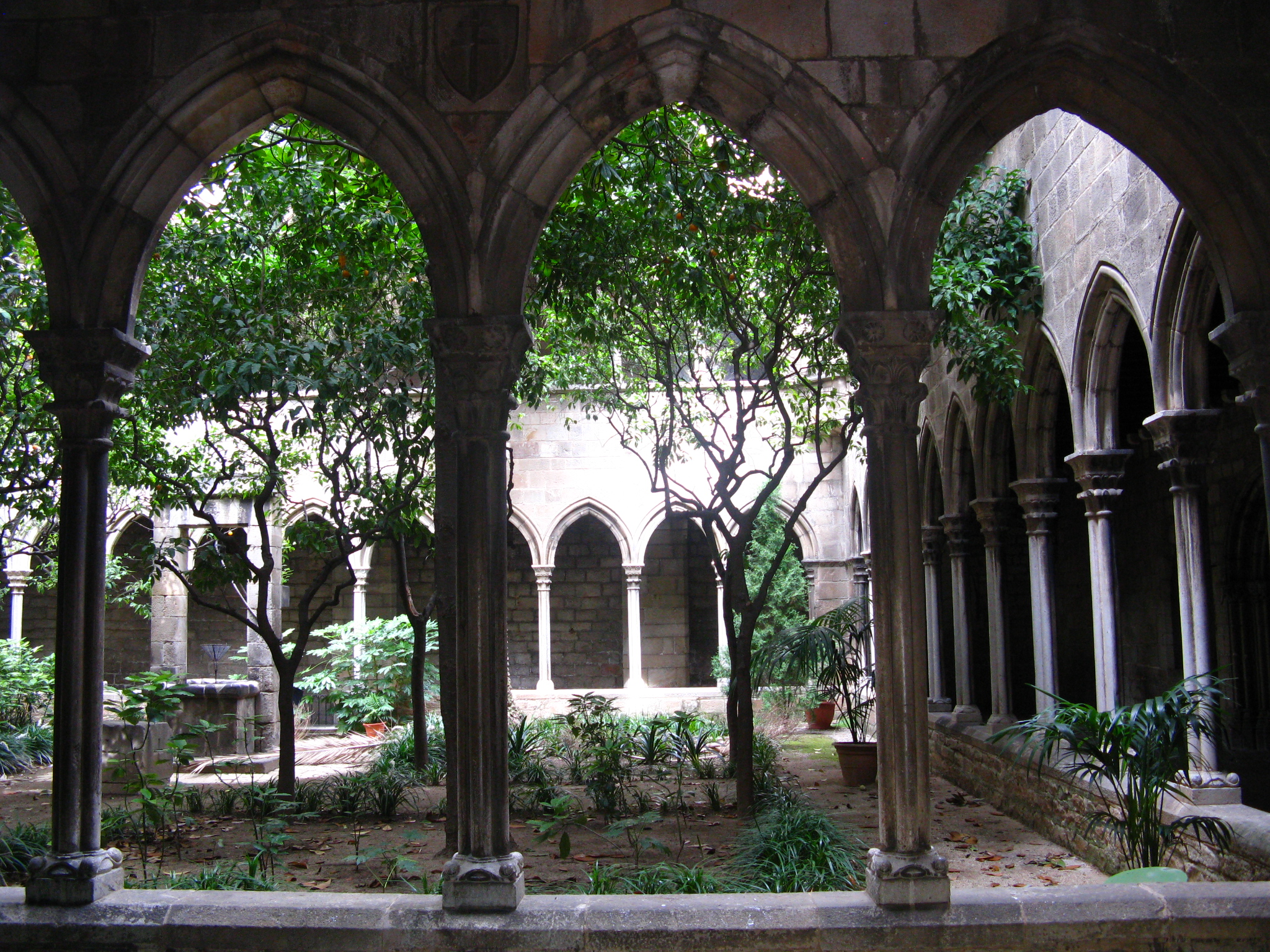
Dettaglio del chiostro.

## SculturaJesus Homeless

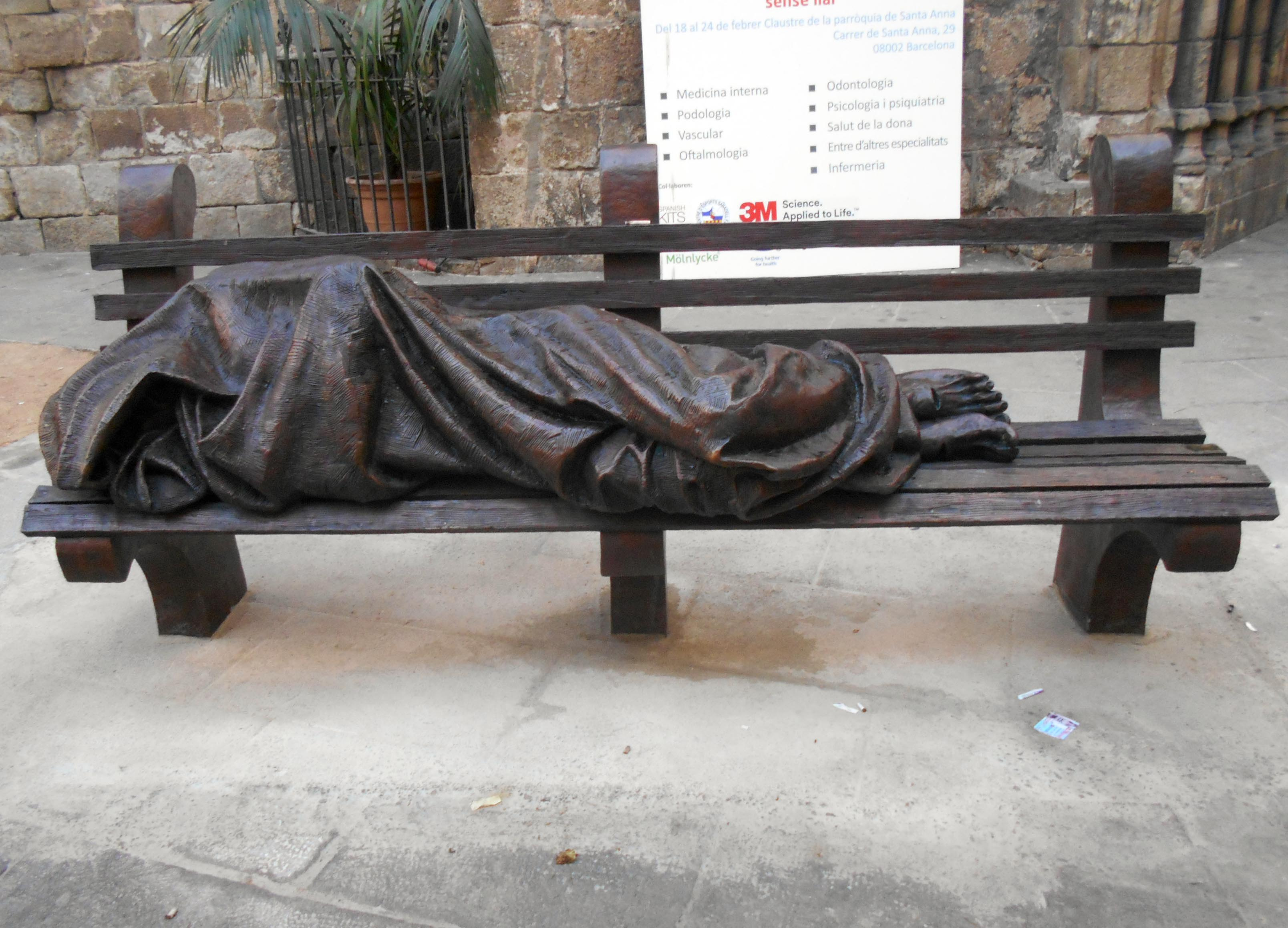
Jesus Homeless, di Timothy Schmalz (2019)

Nel 2019, dinanzi alla chiesa, è stata installata la scultura Jesus Homeless (Gesù senza tetto), opera dello scultore canadese Timothy Schmalz, replica di un originale elaborato nel 2013 che si trova a Toronto. Rappresenta Gesù di Nazaret, avvolto con una coperta e con i piedi nudi, steso su una panchina, denuncia della situazione vissuta dalle persone senzatetto.